# Чиллем (Меріленд)
Чиллем (англ. Chillum) — переписна місцевість (CDP) в США, в окрузі Графство принца Георга штату Меріленд. Населення — 36 039 осіб (2020).

## Географія
Чиллем розташований за координатами 38°58′0″ пн. ш. 76°58′44″ зх. д. / 38.96667° пн. ш. 76.97889° зх. д. (38.966667, -76.978885).  За даними Бюро перепису населення США в 2010 році переписна місцевість мала площу 8,92 км², з яких 8,84 км² — суходіл та 0,08 км² — водойми.

## Демографія
Згідно з переписом 2010 року, у переписній місцевості мешкало 33 513 осіб у 10 747 домогосподарствах у складі 6986 родин. Густота населення становила 3755 осіб/км².  Було 11452 помешкання (1283/км²).
Расовий склад населення:
| - 51,7 % — чорних або афроамериканців - 13,5 % — білих - 2,3 % — азіатів - 1,0 % — корінних американців - 0,1 % — вихідців з тихоокеанських островів - 27,1 % — осіб інших рас |

До двох чи більше рас належало 4,3 %. Частка іспаномовних становила 42,1 % від усіх жителів.
За віковим діапазоном населення розподілялося таким чином: 23,6 % — особи молодші 18 років, 67,1 % — особи у віці 18—64 років, 9,3 % — особи у віці 65 років та старші. Медіана віку мешканця становила 32,2 року. На 100 осіб жіночої статі у переписній місцевості припадало 100,1 чоловіків;  на 100 жінок у віці від 18 років та старших — 99,4 чоловіків також старших 18 років.
Середній дохід на одне домашнє господарство  становив 73 677 доларів США (медіана — 60 055), а середній дохід на одну сім'ю — 76 372 долари (медіана — 58 059). Медіана доходів становила 36 028 доларів для чоловіків та 37 277 доларів для жінок. За межею бідності перебувало 13,7 % осіб, у тому числі 16,6 % дітей у віці до 18 років та 12,7 % осіб у віці 65 років та старших.
Цивільне працевлаштоване населення становило 20 531 осіб. Основні галузі зайнятості: освіта, охорона здоров'я та соціальна допомога — 21,2 %, науковці, спеціалісти, менеджери — 15,4 %, будівництво — 14,6 %, мистецтво, розваги та відпочинок — 14,5 %.